# Kaple svatého Štěpána (Litoměřice)
Kaple svatého Štěpána je oratorium, které se nachází na Rybářském náměstí v Litoměřicích v hospici sv. Štěpána.

## Historie

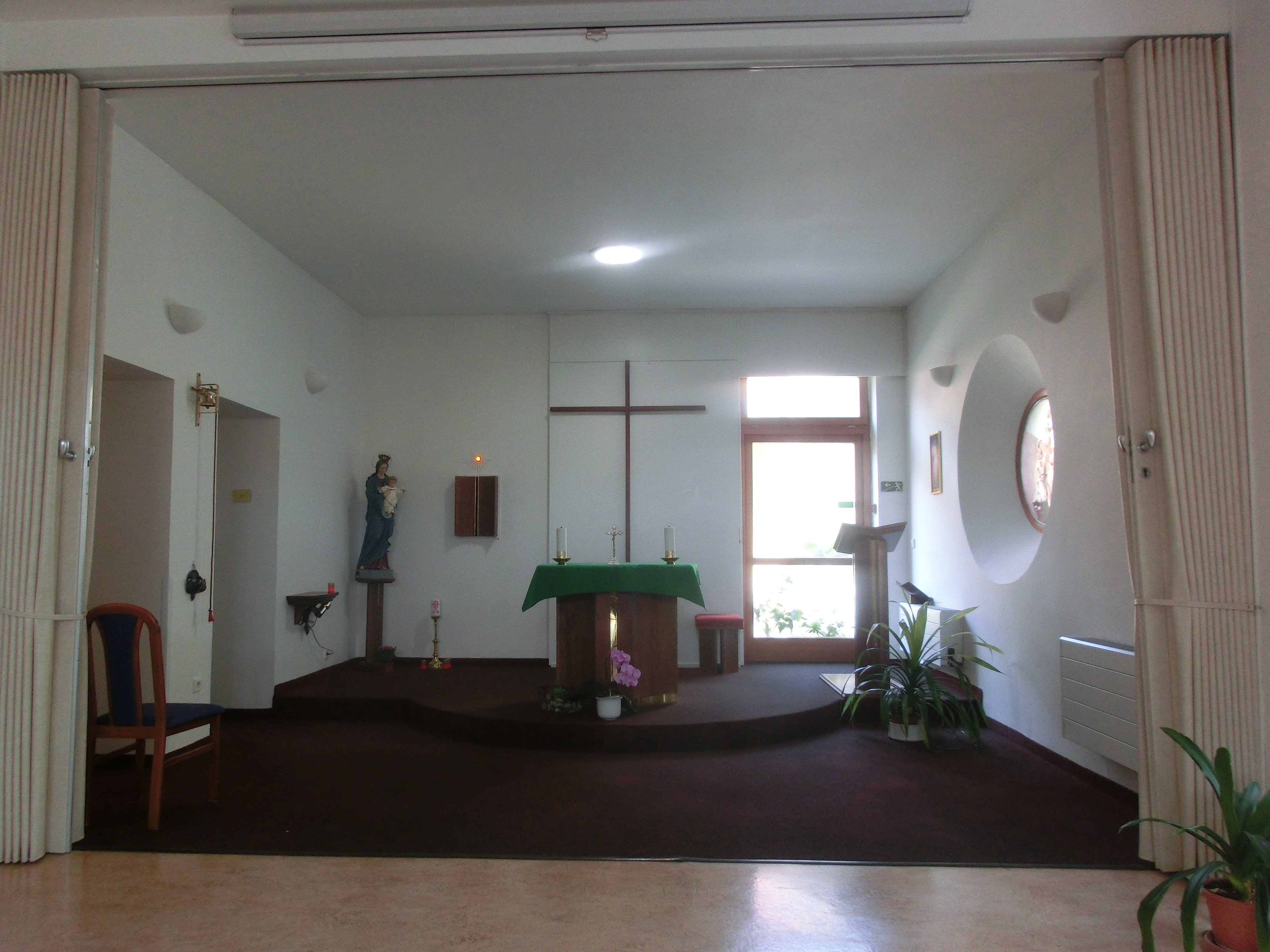
Presbytář kaple sv. Štěpána v litoměřickém hospici

Kaple sv. Štěpána byla součástí výstavby Hospice sv. Štěpána v letech 1999–2001 a k jejímu vysvěcení došlo v den slavnostního otevření hospice 2. února 2001 litoměřickým biskupem Josefem Kouklem.

## Interiér
Vnitřní vybavení kaple, tj. obětní stůl, kříž, ambon, svatostánek a podstavec pro sochu Panny Marie, bylo vyrobeno z třešňového dřeva v Ateliéru pro práce chrámové v Červeném Kostelci.
Kamenování patrona kaple, sv. Štěpána, je znázorněno ve vitráži u ambonu. Autorem vitráže je Václav Freml. Sochu Panny Marie zhotovil sochař Břetislav Kavka z Červeného Kostelce a hospici sochu darovala rodina Vrbova z Litoměřic. Kaple je vybavena také Křížovou cestou. Autorkou jejích čtrnácti zastavení je akademická malířka a grafička Kateřina Vítečková, která ji vytvořila v roce 1969.
Kapli, která má bezbariérový přístup a mohou v ní být přítomni i nemocní na postelích, lze poblíž presbytáře předělit stahovacím závěsem a prostor před ním může sloužit jako místo pro setkání.